# Tai Ya jezik
Tai Ya jezik (ISO 639-3: cuu; cung, daiya, huayao dai, multi-colored, tai cung, tai-chung, tai-cung, waistband tai, ya, yuanxin hongjin dai, huayaodai), jezik porodice tai-kadai, kojim govori oko 50 000 ljudi u Kini (2000 census), uglavnom u provinciji Yunnan, i svega oko 400 u Tajlandu (2007 E. Dawkins), provincija Chiang Rai. Etnički su klasificirane u Taje
Ima nekoliko dijalekata tai ya, tai sai (dai sai), tai kha (dai ka) i tai chung (dai zhong, cung).

## Vanjske poveznice
- Ethnologue (14th)
- Ethnologue (15th)